# Phaneta clementeana
Phaneta clementeana is een vlinder uit de familie van de bladrollers (Tortricidae). De wetenschappelijke naam van de soort is voor het eerst geldig gepubliceerd in 2010 door Donald J. Wright.

## Type
- holotype: "male. 1.X.2002. leg. Powell & De Benedictis"
- instituut: EME, University of California, Berkeley, U.S.A.
- typelocatie: "USA, California, Los Angeles County, San Clemete Island, Wilson Cove"